# 高码乡 (资兴市)
高码乡原属湖南省资兴市所辖乡。2012年4月撤销，高码乡与香花乡成建制合并设立程水镇。撤销前的高码乡下辖高码社区、窑上村、龙头村、文昌阁村、高码村、高牌村、高圹村、江背村、坪石村共计8行政村和1社区。

## 历史沿革
1949年属郴县雅市桥口乡，1952年设文昌阁乡，1959年属新置东江市，1962年划入郴县设高码公社，1964年并入桥口公社，1978年复置高码公社，1984年改设高码乡，1985年属资兴市。2008年11月，所辖上灶坪村划入鲤鱼江镇。高码乡撤销前行政区划代码431081201，乡政府驻龙头。下辖窑上村、龙头村、文昌阁村、高码村、高牌村、高圹村、江背村、坪石村8个行政村和高码社区。